# Scopula distracta
Scopula distracta là một loài bướm đêm trong họ Geometridae.